# Condado de Perth (Austrália Ocidental)

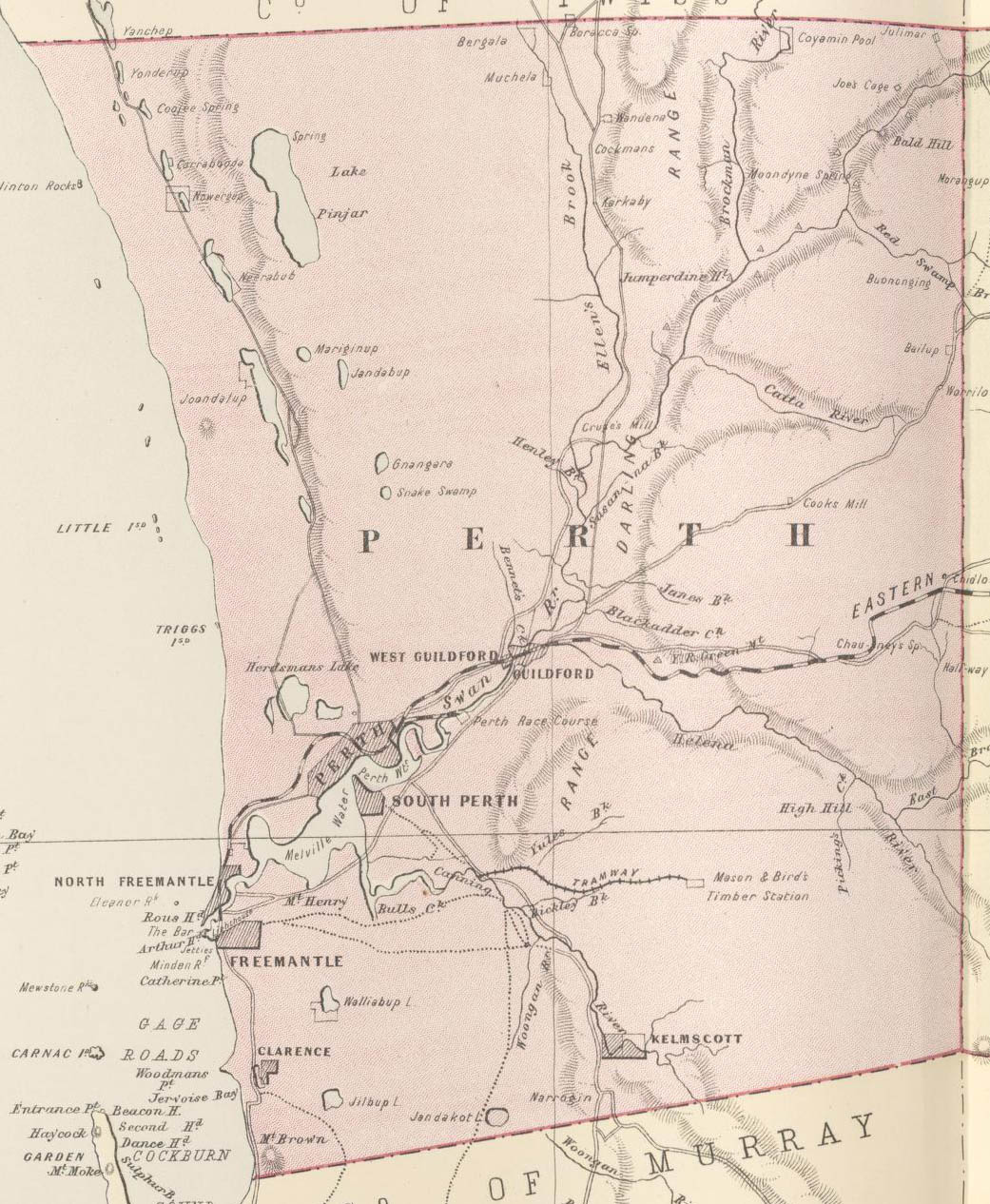
Mapa do condado de Perth em 1886

O Condado de Perth foi um dos 26 condados da Austrália Ocidental que foram designados em 1829. Contém a cidade de Perth, com o seu canto sudeste perto do Monte Dale. Era parte das divisões administrativas de terras da Austrália Ocidental. Hoje, títulos de terras na área estão associados à distritos de terra Swan, Canning ou Cockburn Sound.